# مدرسة أبلاند هيلز
مدرسة أبلاند هيلز, أُسست عام 1971, هي مدرسة مستقلة تهدف إلى تعليم الأطفال قبل المرحلة الثانوية. فهدف المدرسة هو اكتشاف السمات الفريدة لكل طفل واحترام تلك السمات.

## الموقع
تقع مدرسة أبلاند هيلز جنوبي مقاطعة أوكلاند على مساحة 12 فدانًا 12 أكر (49,000 م2) من المروج المتموجة في أكسفورد بولاية ميتشجين. ويحد المدرسة مركز أبلاند هيلز للتوعية البيئية ومزرعة أبلاند هيلز ومنطقة بولد ماونتين الترفيهية.
إن مدرسة أبلاند هيلز هي مدرسة مستقلة أسسها عام 1971 آباء قرروا أن يشتركوا في إنشاء مدرسة تعمل على حماية وتنمية وتغذية والدفاع عن القدرات الابتكارية والمعجزات لدى الأطفال. واستلهامًا للأعمال المشتركة لكل من أر بوكمينستر فولر وجيه كريشنمورتي، كُرست المدرسة للبحث في الأنظمة الكلية والأدوات التنموية لإدراك الذات. ويتبنى المنهج التعليمي في المدرسة نظرية الذكاءات المتعددة ويستخدم منهجًا تنمويًا ابتكره جين بياجيه ولورانس كولبيرج وسوزان كوك جروتر. ولقد بدأت المدرسة في تجريب الطاقة البديلة عام 1973 واستمرت في وضع منهج تعليمي مستدام مناسب للبيئة باستخدام الأدوات ومنتجات صناعية لتوضيح مدى فعالية العمل مع التصميمات الطبيعية.
وفي عام 2010 قامت المدرسة بتركيب 40 لوحًا من الألواح الضوئية الجهدية التي تنتج مع يزيد عن 10 كيلو وات من الطاقة الكهربية وبهذا تقترب المدرسة من أن تكون مدرسة خالية من الطاقة.

## الانتماءات
إن مدرسة أبلاند هيلز عضو في اتحاد المدارس المستقلة بولاية ميتشجين (AIMS) والائتلاف القومي لمدارس المجتمع البديلة، وهي مدرسة تابعة لمعهد بوكمينستر فولر ومؤسسة The Starkey Hearing Foundation واتحاد المدارس المستقلة في الولايات المركزية (ISACS).

## وصلات خارجية
- Upland Hills School Official Web Site